# Nicea de Corint
Nicea (en llatí Nicaea en grec antic Νικαία "Nikaía") fou la dona del tirà Alexandre de Corint durant el regnat d'Antígon II Gònates. Després de la mort del seu marit, suposadament enverinat per ordre del rei macedoni, Nicea va conservar el control de Corint.
Antígon, per calmar-la i donar-li seguretat, li va oferir la mà del seu fill Demetri, i aprofitant les festes per les núpcies es va apoderar de la ciutadella, abans del 244 aC, segons explica Plutarc.
L'enciclopèdia Suides menciona una Nicea com a patrocinadora del poeta Euforió, però diu que el seu marit havia governat Eubea (en lloc de Corint) el que no permet assegurar que fos la mateixa.